# سقوط بغداد (1917)
في 11 آذار/ مارس 1917 ميلادي، سقطت مدينة بغداد ودخل الجيش البريطاني بغداد بعد سلسلة من المعارك مع الأتراك العثمانيين في الحرب العالمية الأولى، وانسحبت قوات الجيش العثماني، وذلك في حملة عسكرية استمرت عامين، سميت حملة بلاد الرافدين، ودخلت القوات البريطانية بغداد من باب المعظم في الساعة الرابعة عصرا، وكان الجو ممطرا كما ورد ذلك في مذكرات المس غيرترود بيل.

## وصول الجنرال مود
بعد أستسلام الحامية البريطانية في الكوت في 29 نيسان/ أبريل 1916م، خضع الجيش البريطاني في العراق إلى تغييرات جذرية في هيكليته، وتحت قيادة جديدة من الجنرال فريدريك ستانلي مود،(1917_1836م) حيث بدأت عملية أعادة سمعة الجيش البريطاني بعد الخسارة الفادحة التي خسرها مع الجيش العثماني في حصار الكوت.
لقد أمضى فريدريك ما تبقى من عام 1916 في أعادة بناء الجيش، ومعظم الجنود تدربوا وتجندوا في الهند ومن ثم أرسلوا إلى مدينة البصرة، وبينما كان الجنود يتدربون على القتال بنى مهندسوا الجيش البريطاني سكة حديد جديدة تبدأ من شواطئ الخليج العربي إلى مدينة البصرة وما بعدها، لنقل الامدادات للجيش البريطاني، وأستلم الجنرال البريطاني مجموعة صغيرة من القوارب المسلحة وقوارب الأمداد.
وأطلقت الحملة البريطانية العسكرية الجديدة في 13 كانون الأول/ديسمبر 1916م، حيث كان تعداد الجيش البريطاني هناك وقتها ما يقارب 50,000 جندي مدرب جيدا ومسلح تحت تسمية اللواء الهندي الثالث، بينما قوات الجيش العثماني كانت لديهم حوالي 25,000 جندي فقط تحت قيادة خليل باشا.
ولقد لعبت قوات الهند البريطانية دوراً مهماً في احتلال بغداد. وبعد أسبوع من سقوط المدينة أصدر الجنرال مود بيان بغداد، والذي أحتوى على العبارة الشهيرة «لم تأتي جيوشنا إلى مدينتكم وأرضكم كغزاة أو أعداء ولكن كمحررين».
وتوفي الجنرال مود في بغداد بعد أصابتهِ بمرض الكوليرا في 18 تشرين الثاني/نوفمبر وتم وضع الجنرال وليام مارشال بديلاً عنهُ والذي أوقف العمليات الحربية في فصل الشتاء. وبعدها أستكمل الجيش البريطاني هجومه في أواخر شهر شباط/فبراير 1918 مستولياً على منطقة هيت وخان البغدادي في شهر آذار/مارس ومنطقة كفري في شهر نيسان/أبريل من عام 1918.